# 南土狼丘

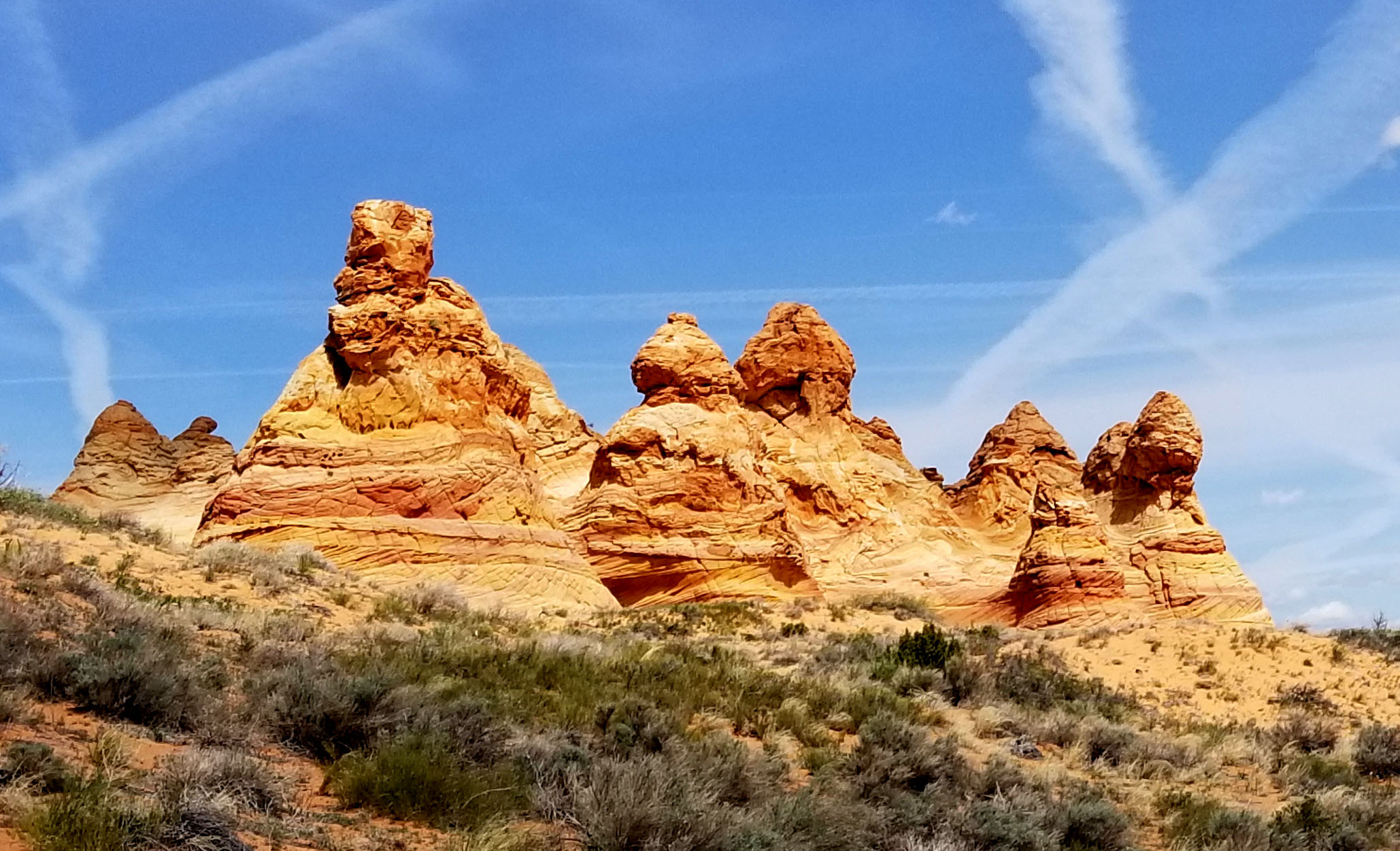
遠景

南土狼丘（英語：Coyote Buttes South）是位於美国亞利桑那州的一個旅游勝地，靠近犹他州北部邊界。與波浪谷及白袋地區兩旅游勝地均位於科羅拉多高原内的帕里亞峽谷-朱紅懸崖荒野區的狼丘上。屬猶他州卡納布大階梯-埃斯卡蘭特國家紀念區的土地管理局管理。
該地區因早期河流切割形成許多孤立的小丘，並出露其色彩鮮明的砂岩地層，而廣為人知。出露的風成砂岩呈現大規模的交錯層理，加上由差異風化所造成的凹凸層面，更引人入勝。由於地層脆弱而限制入境人數，發放許可證採用每日現場抽籤系統（最多16人）及每月線上抽籤系統（最多48人）。
在南土狼丘也可以看到如同白袋地區的花椰菜岩，但是棕色的，分佈在小丘頂上。大部分出露在南土狼丘的砂岩都呈現厚層交錯層理的曡加。在區域地質剖面其沉積層面趨近水平，代表無區域性構造運動。也證實了科羅拉多高原的穩定性構造。同理恐龍脚印在水平地面上，而不在斜坡上，也證實該地區的構造穩定性。在此地不同程度的風蝕地貌顯出不同程度的差異侵蝕. 從初始的凹凸層理，深切層理到只剩下的骨架。 有的呈現出洋葱狀剝離。也有形同波浪谷的地貌，但規模較小。

## 地質
南狼丘如同波浪谷及白袋地區一樣，均由侏羅紀納瓦荷砂岩（Navojo Sandstone）組成並暴露了大面積風成砂岩内的叠加交錯層理。每一套交錯層理由有規律的交替顆粒流和風紋層組成，並和上下套由沉積層面隔開。每一套交錯層理方向和傾斜角與上下套不同，代表了侏羅紀時期沙丘在沙漠中，被盛行風吹移的變化。由於顆粒流和風紋層具不同的抗侵蝕能力而造成差異侵蝕。這些差異在南狼丘壁上造成凹凸不平的層面， 有的凸出層面可以形成長板凳，讓游客坐著休息。由於這些砂岩的組成顆粒尺寸不同，它們的膠結程度亦不一樣。有的砂岩很軟及脆弱。

## 图集

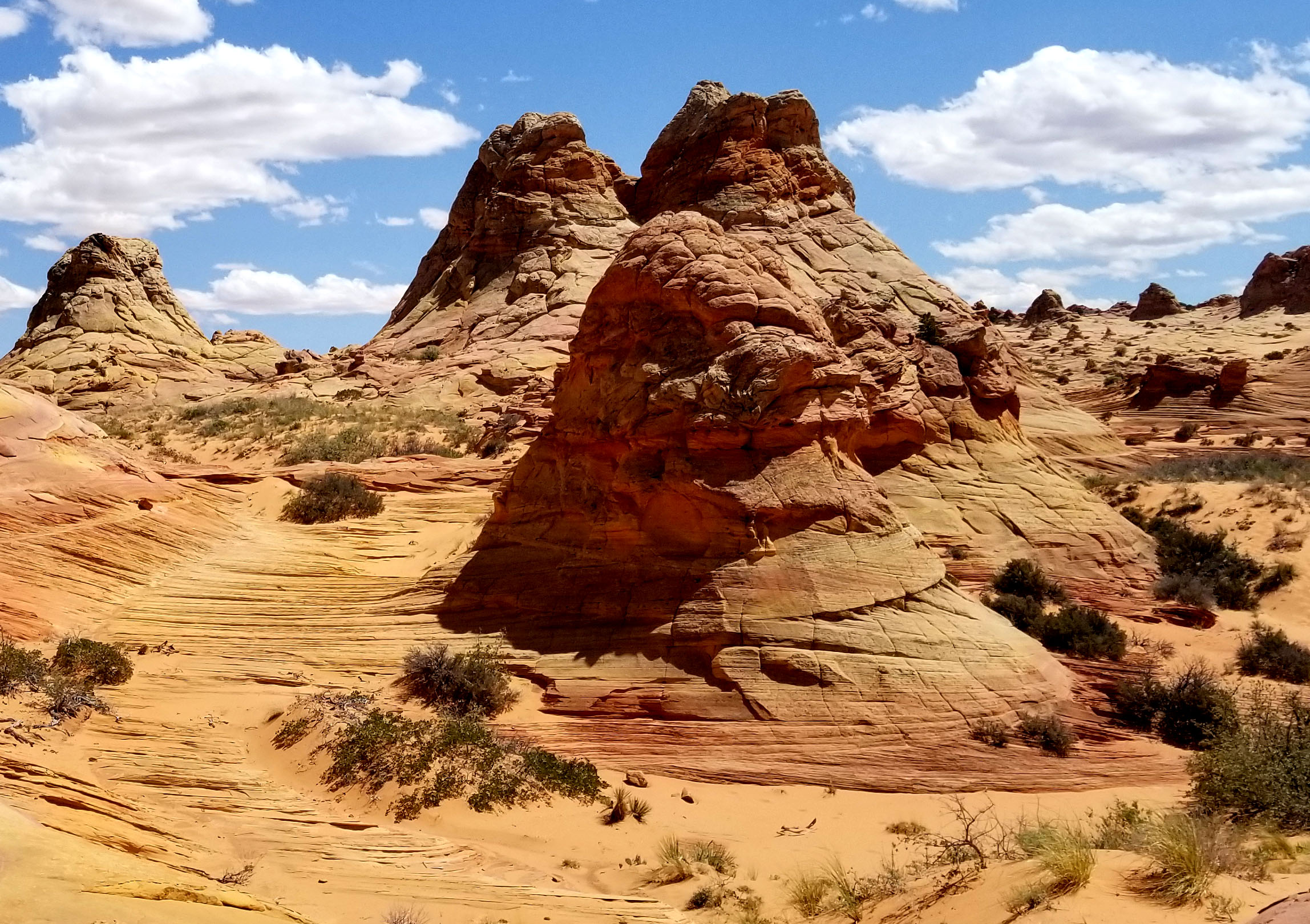
棕色花椰菜岩
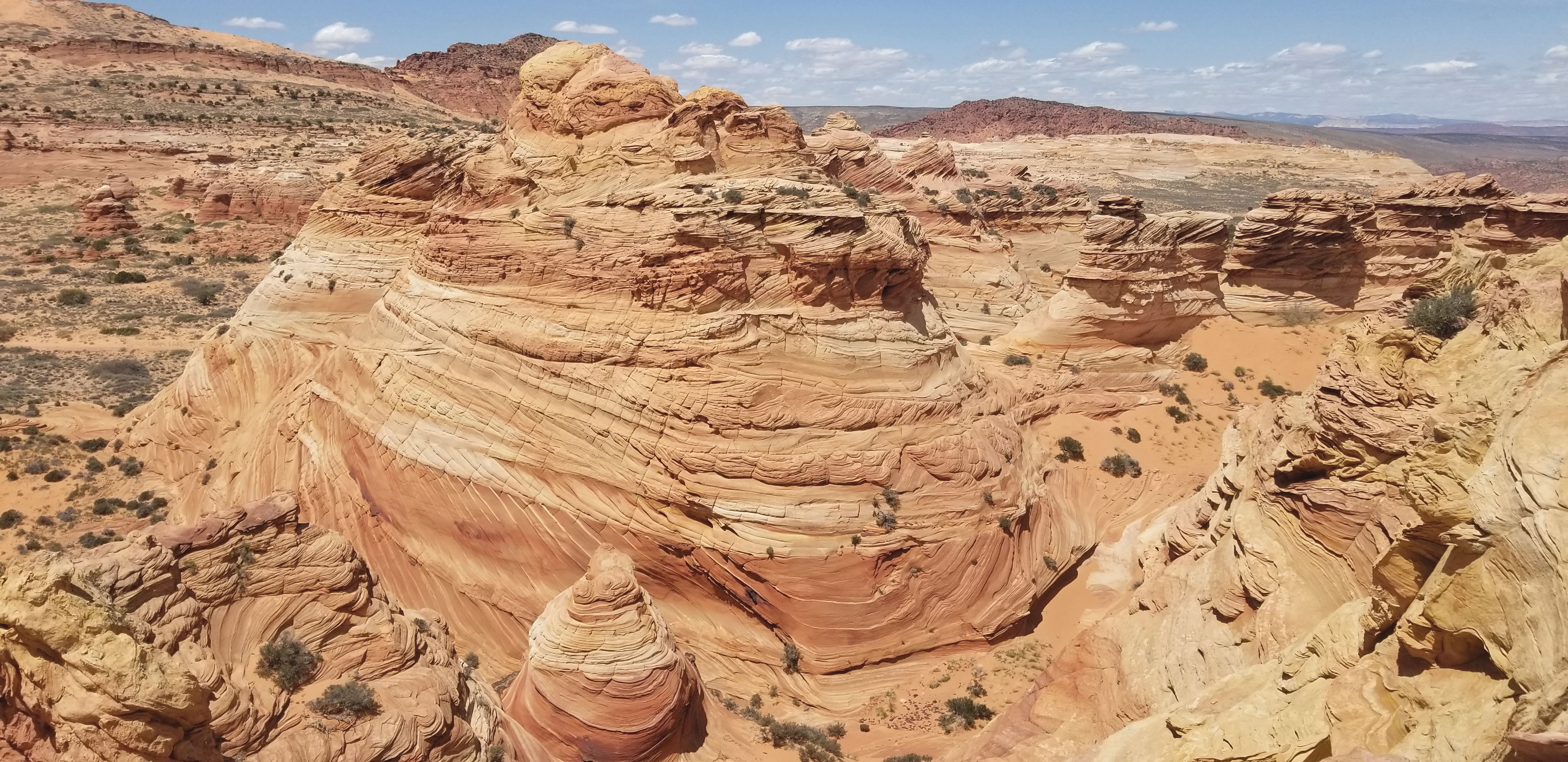
厚層交錯層理叠加
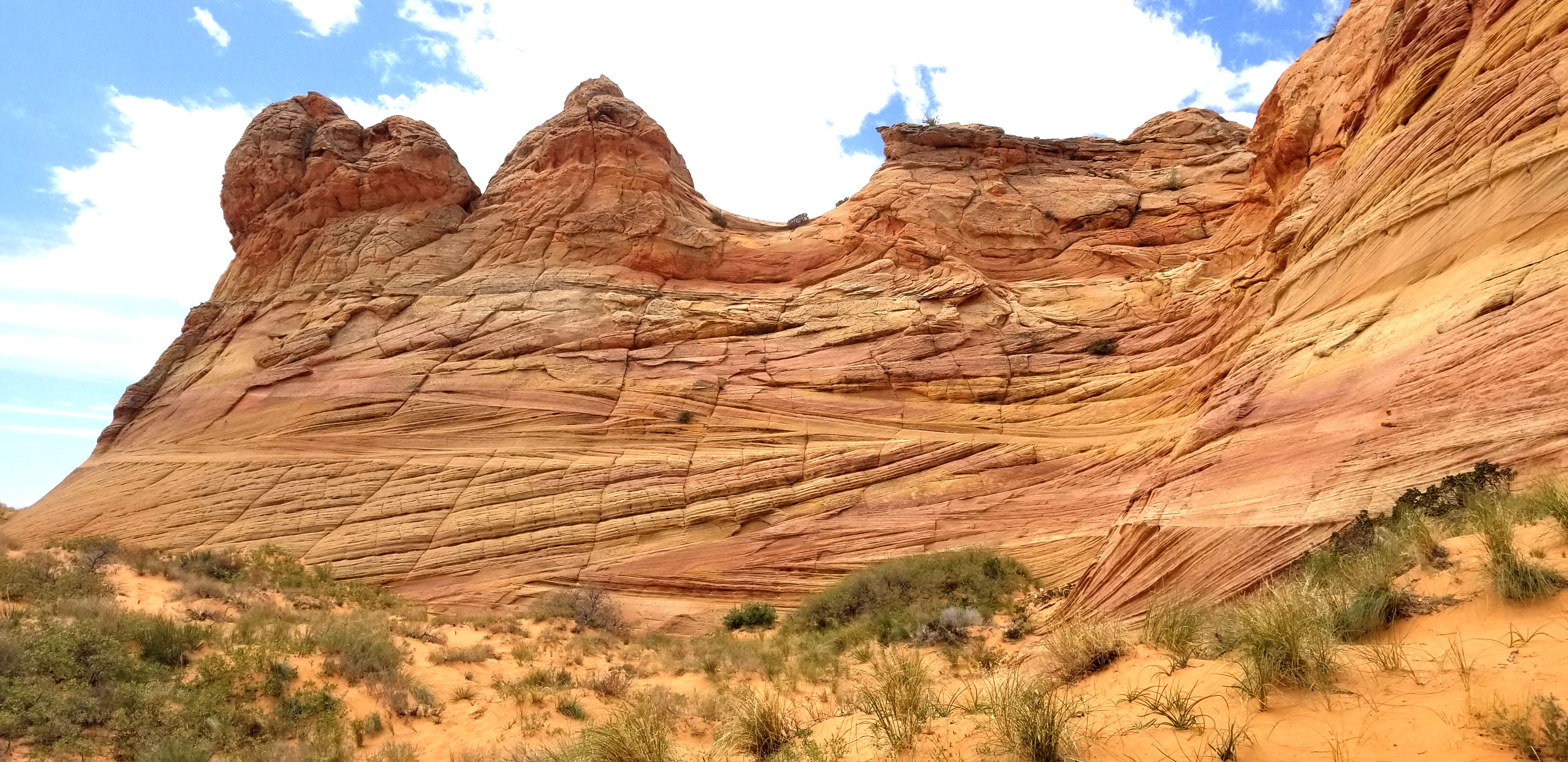
區域剖破面顯示水平層理
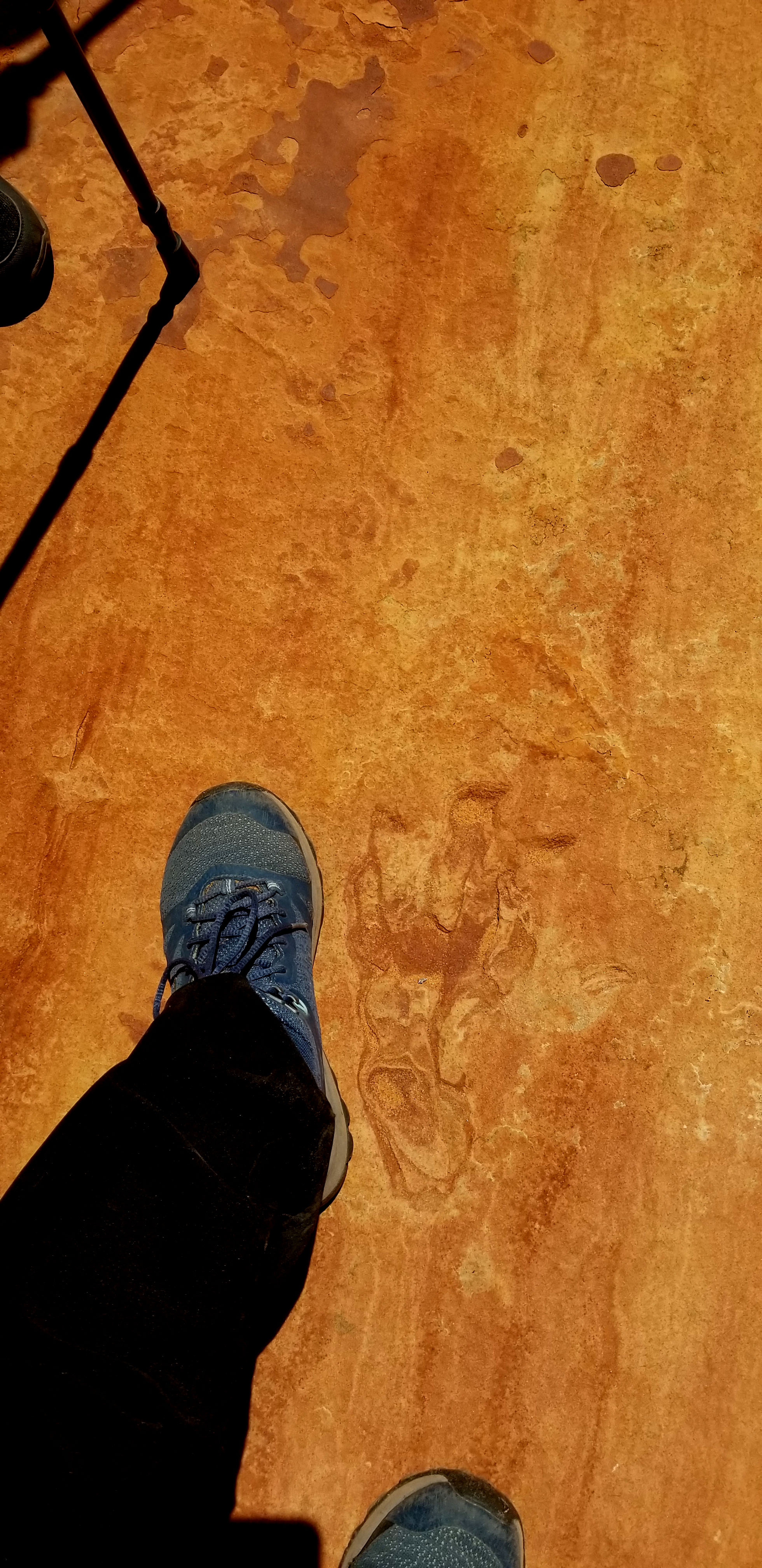
恐龍脚印
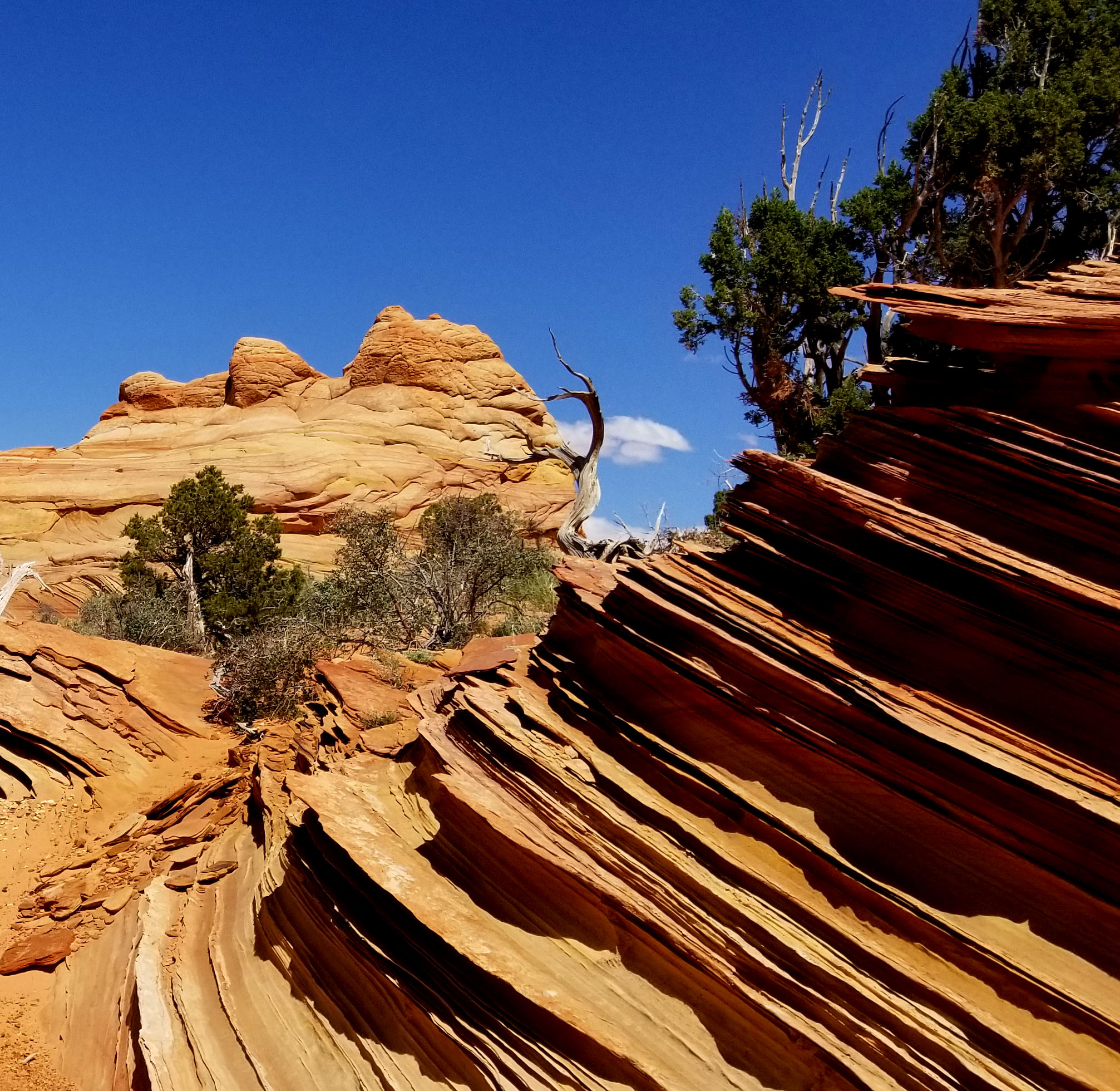
差異風化
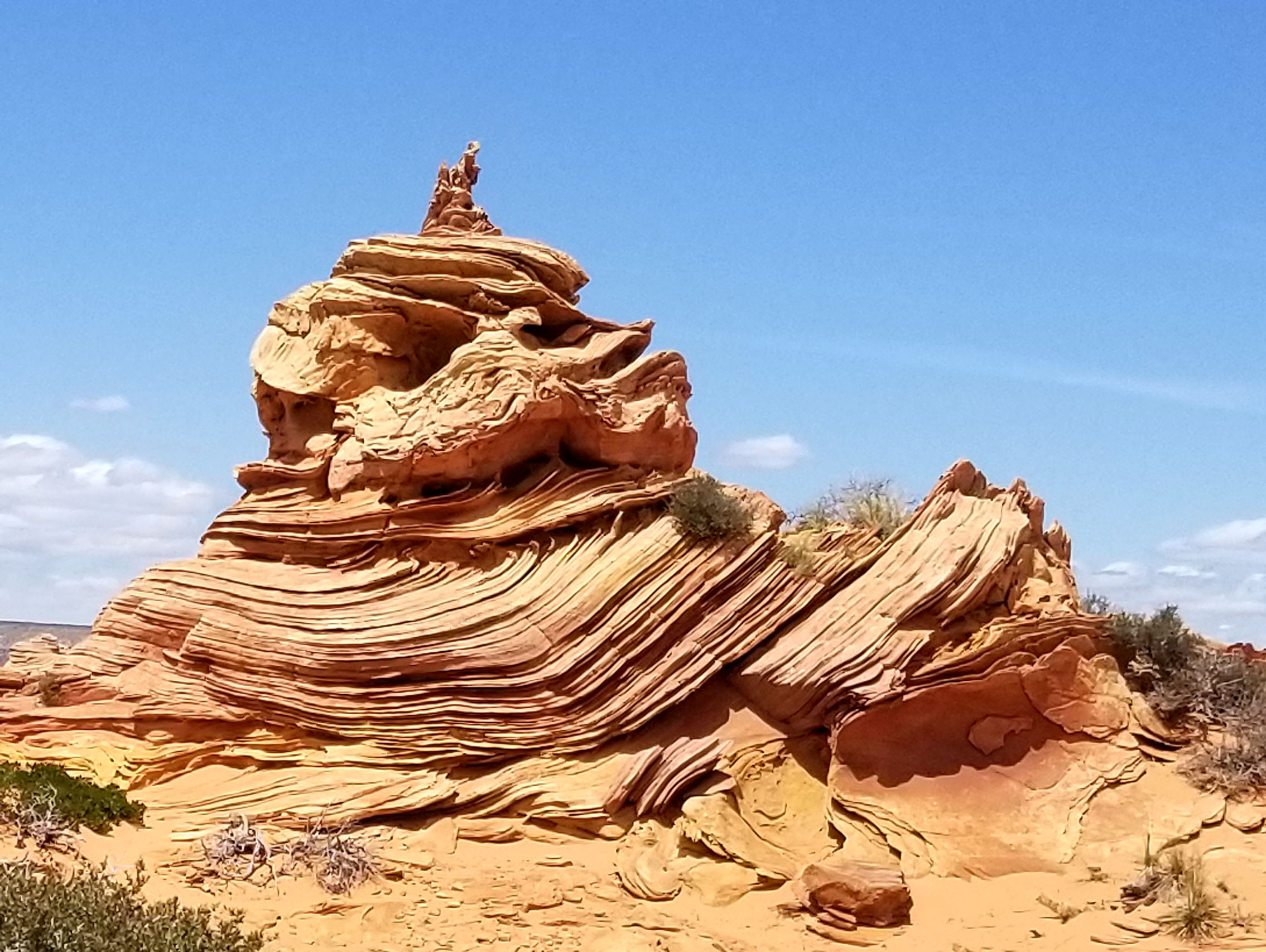
風蝕深切
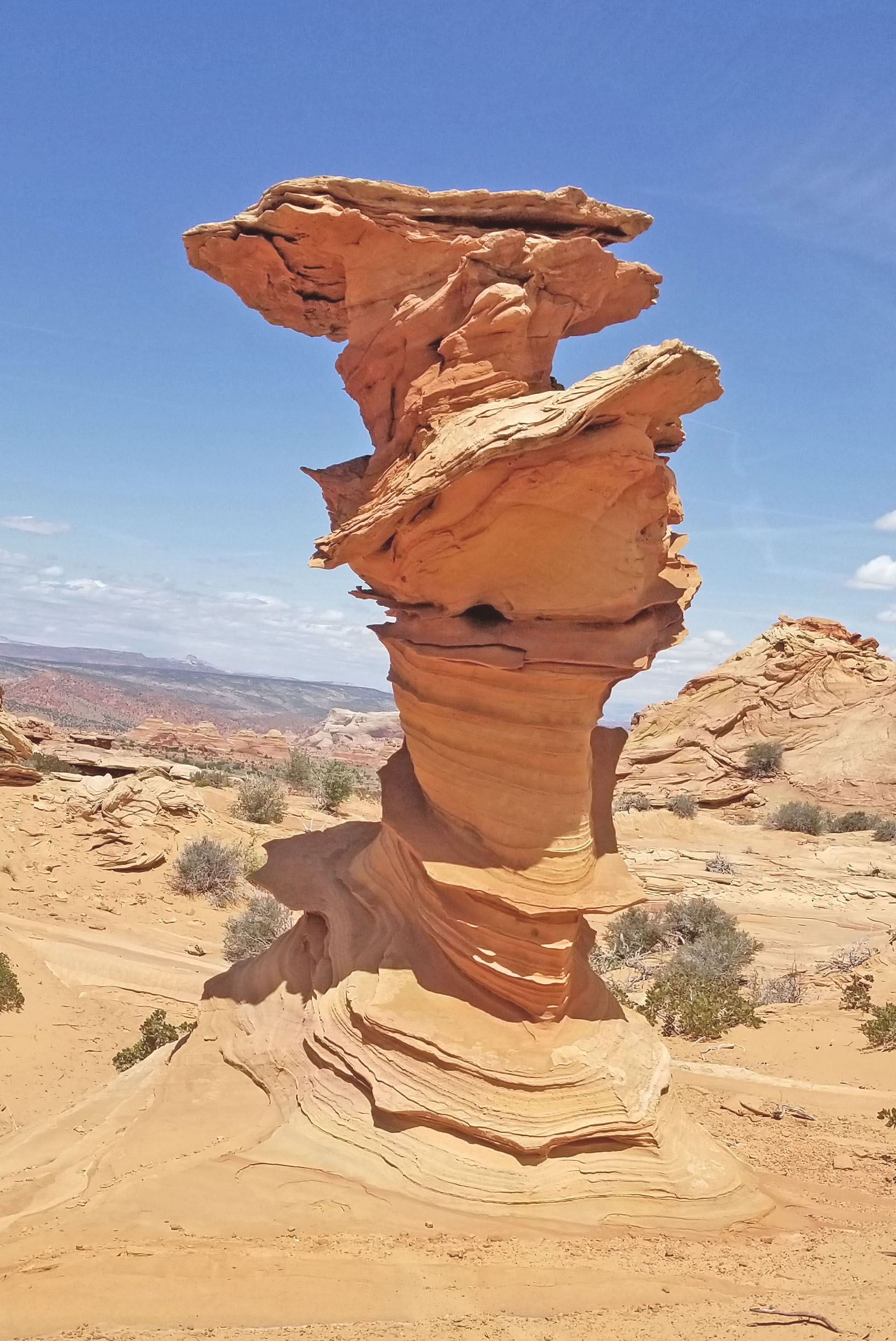
風蝕骨架
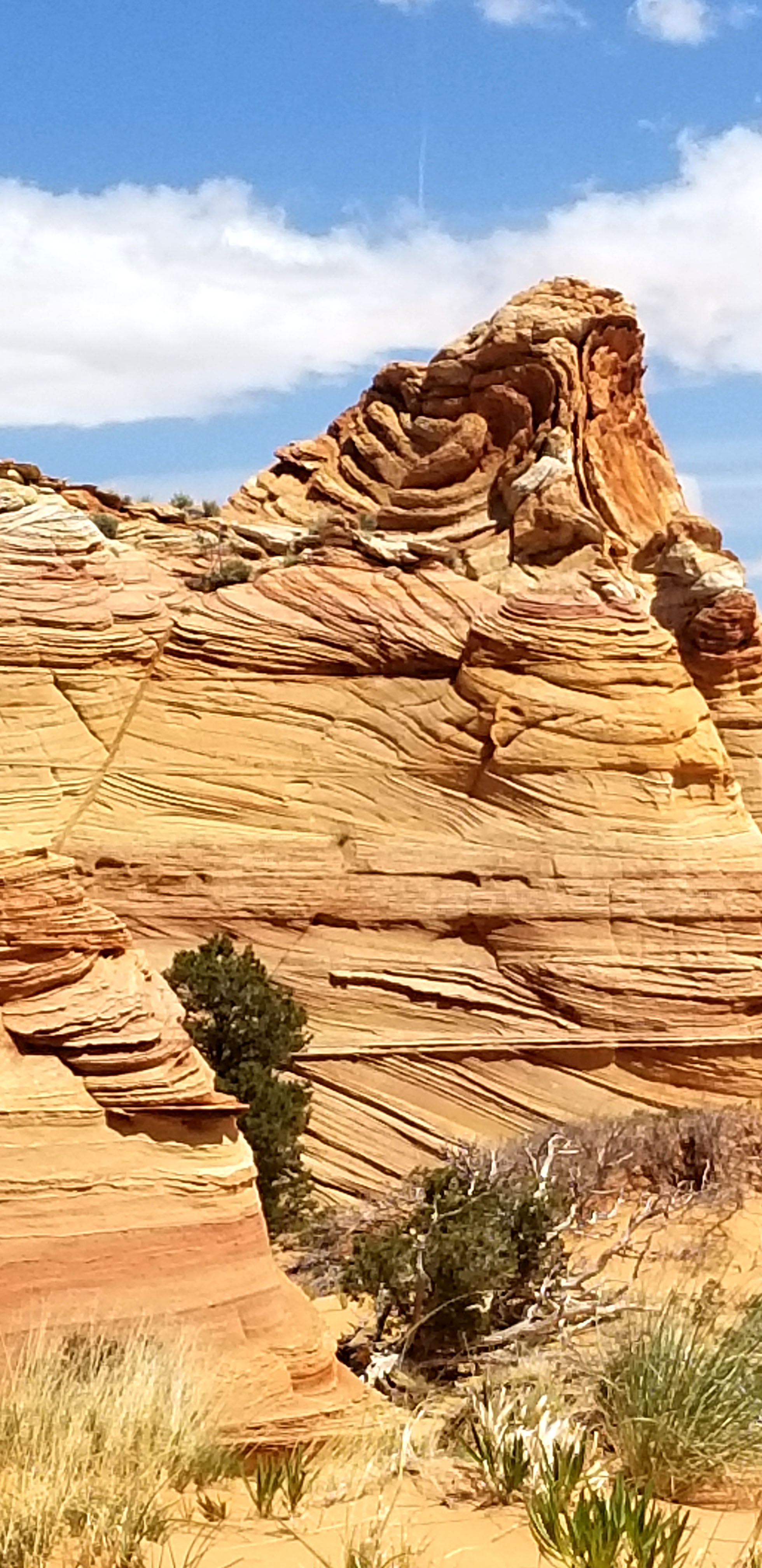
洋葱狀剝離
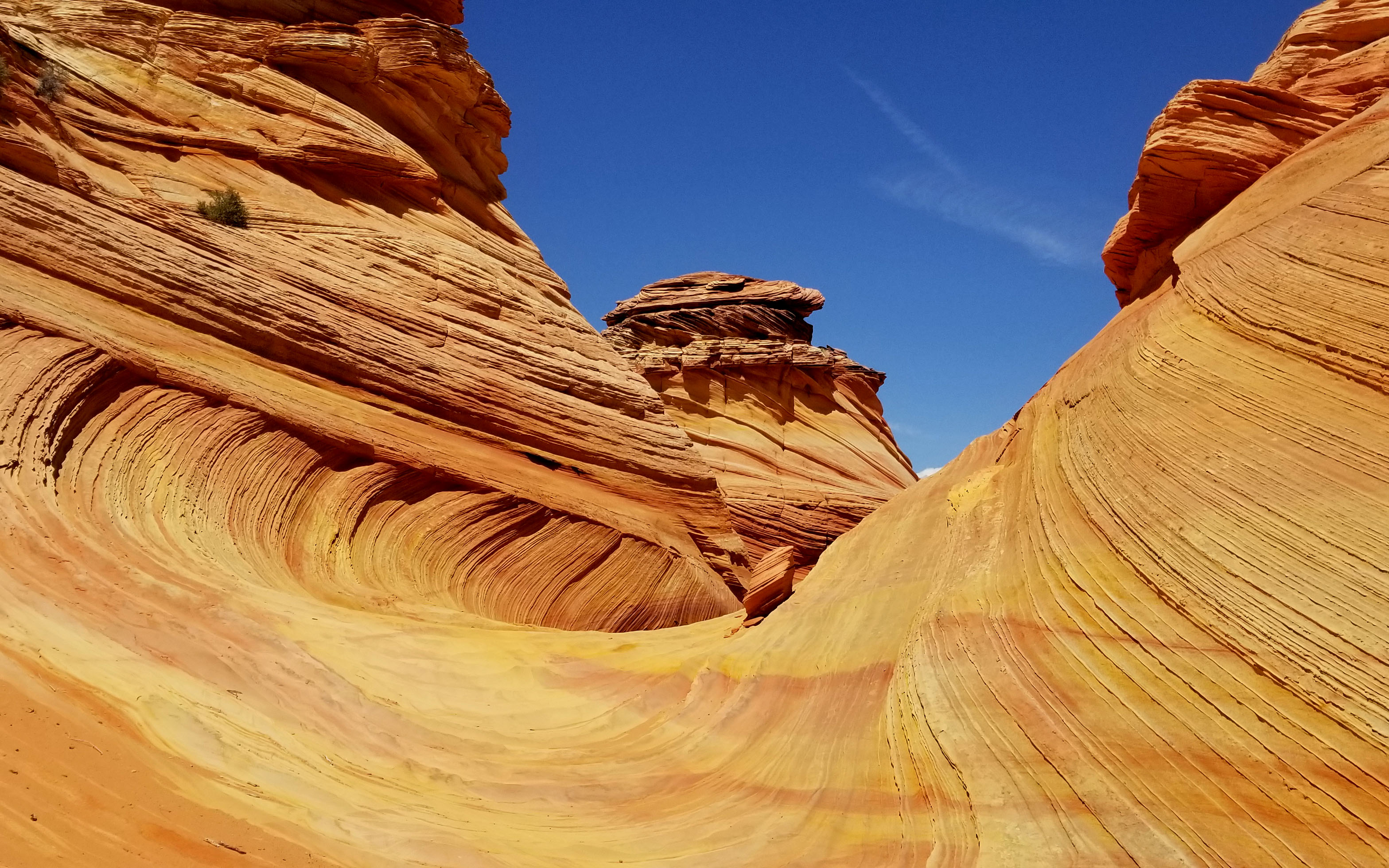
小波浪谷